# Menomonee Falls
Menomonee Falls è un villaggio degli Stati Uniti d'America, situato in Wisconsin, nella contea di Waukesha.